# 電子報
電子報，一般是指藉互聯網發送傳播的報紙；因此，在華語世界中，「電子報」可以是指數位化的即時傳播媒體，也可以是社群或商家藉著郵寄清單技術發送給其相關對象的數位通訊刊物。